# ウトゥムノ
ウトゥムノ（Utumno）はJ・R・R・トールキンの小説『シルマリルの物語』に登場するモルゴス（メルコール）最初の要塞の名。クウェンヤで「冥界」（Underworld）の意味。シンダリンではウドゥン(Udûn)。
灯火の時代に鉄（くろがね）山脈を城壁として築かれた地下要塞で、ここからメルコールは二本の灯火を破壊し、暗闇の中つ国を支配して、捕らえたエルフからオークを造り出した。
ヴァラールの攻撃に備え、ウトゥムノの前線基地としてずっと西に築かれたのが後にメルコール第二の拠点となるアングバンドである。
目覚めたエルフがメルコールに脅かされていることを知ったヴァラールにより攻撃を受け、アングバンドは破られてウトゥムノは徹底的に破壊され、メルコールはヴァリノールに連行されることとなる。
後に中つ国に舞い戻ったモルゴスは、ウトゥムノの前線基地であったアングバンドを新たに本拠地とするようになったため、以後の歴史にはウトゥムノは登場しない。